# Pidonia amentata
Pidonia amentata là một loài bọ cánh cứng trong họ Cerambycidae.